# Apollo XXI - Het maanmysterie
Apollo XXI - Het maanmysterie is een hoorspel uit 1970. Het is de eerste serie uit de Matt Meldon-cyclus geschreven door de Belg Paul van Herck.
In de hoofdrollen speelde steevast Bert Dijkstra als Matt Meldon en Paul van der Lek als Generaal Stevens. 
- Genre: sciencefiction
- Auteur: Paul van Herck
- Bewerking: Paul van Herck
- Regie: Harry Bronk
- Techniek: André Meurs
- Aantal delen: 18
- Tijdsduur: 355 minuten

## Het verhaal
Matt Meldon is een voormalig NASA-astronaut, die meewerkte aan het ruimtevaartproject Gemini. Nu is hij journalist: hij schrijft over het project Apollo 21, een bemande vlucht naar de achterzijde van de Maan met aan boord onder andere Steve Meldon, de broer van Matt. Eerder teruggekeerde astronauten lijken veranderd te zijn en Matt komt op het spoor van een samenzwering die schijnbaar zijn oorsprong op de Maan heeft.

## Rolverdeling
- Matt Meldon: Bert Dijkstra
- Generaal Stevens: Paul van der Lek
- Sam: Frans Somers
- Barnes: Hans Karsenbarg
- Don: Piet Ekel
- NASA: Paul Deen, Maarten Kapteyn
- Emily: Irene Poorter
- Helen: Corry van der Linden
- John: Frans Kokshoorn
- Armstrong: Rob Geraerds
- Houston: Frans Somers
- Bradford: Jan Borkus
- Officier: Huib Orizand
- Inspecteur: Willy Ruys
- Hoofdkwartier: Piet Ekel
- Agent: Jos van Turenhout
- Barkeeper: Tonnie Foletta
- Von Kleine: Kommer Kleijn
- Donetski: Hans Karsenbarg
- Steve Meldon: Tom van Beek
- Technicus: Donald de Marcas
- O'Paine: Huib Orizand
- Telefoniste: Paula Majoor
- Goratsjov: Jan Verkoren
- Iwan: Piet Ekel
- Bill: Frans Faassen
- President: Johan te Slaa
- Kelner: Jos van Turenhout